# Killaloe (County Clare)
Killaloe (irisch Cill Dalua, deutsch: „Luas Kirche“) ist ein Ort im County Clare in Irland. 2022 zählte der Ort 1666 Einwohner. Er liegt am südlichen Ausläufer des Lough Derg und erstreckt sich am westlichen Ufer des Shannon. Auf der anderen Flussseite liegt Ballina (County Tipperary).

## Geschichte
Die Ursprünge des Ortes sollen auf eine Gründung des heiligen Molua (oder Lua, Dalua) zurückgehen, die sich ursprünglich auf einer Insel im Shannon etwas stromabwärts der heutigen Killaloe-Bridge befand. Diese Siedlung wurde später auf das Festland verlagert.
Im 10. Jahrhundert war der Ort eine strategische Basis für Brian Boru, da sich von hier die Furt über den Shannon in Richtung Limerick kontrollieren ließ. Limerick wurde zu der Zeit von den Wikingern gehalten.
Brian Boru hatte seinen Palast Kincora (irisch: Ceann Coradh) dort, wo heute die katholische Kirche steht. Zwischen 1002 und 1014 war Brian Boru Hochkönig von Irland und Killaloe Irlands Hauptstadt.

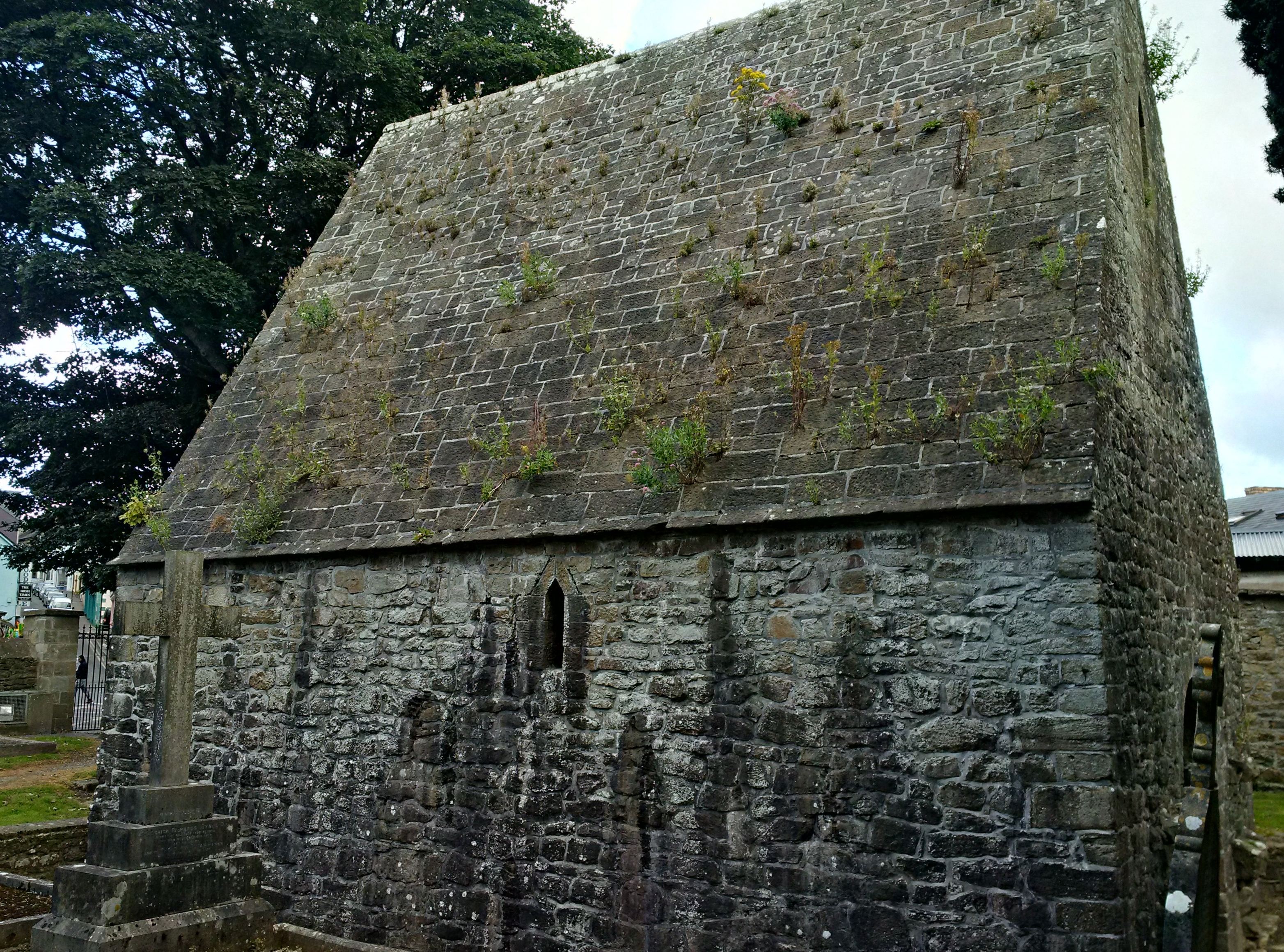
St. Flannan’s Oratory

St. Flannan's Oratory ist eine pränormannische Kirche, die durch einen schmalen Bogen in Langhaus und Chor geteilt ist. Das Steindach ist steil und es gibt ein zweites Stockwerk. Die Kapitelle des Westportals (spätes 11. Jahrhundert) weisen Tier- und Blattschnitzereien auf. Das Oratorium ist ein Nationaldenkmal.
Die St. Flannan’s Cathedral wurde zwischen 1185 und 1225 erbaut. Im 14. Jahrhundert wurde die Kathedrale zerstört und wieder aufgebaut. In der Kathedrale befinden sich der Ogham-Runenstein von Killaloe sowie ein  keltisches Hochkreuz aus dem 11. oder frühen 12. Jahrhundert. Das Kreuz stammt ursprünglich aus Kilfenora, wurde 1821 nach Killaloe gebracht und 1934 in der Kathedrale aufgestellt.
Im Elisabethanischen Zeitalter wurde der Sitz des Countys nach Ennis verlegt und die Bedeutung des Ortes schwand. Auch der Sitz des katholischen Bistums Killaloe befindet sich heute in Ennis.

### Brücke
1013 wurde erstmals eine hölzerne Brücke über den Shannon erwähnt. Sie wurde im 18. Jahrhundert durch eine Steinbrücke mit 17 Bögen ersetzt, die später auf 13 Bögen verkürzt wurde.
Bis 2025 soll eine neue Brücke nach Ballina errichtet werden. Der Spatenstich erfolgte Anfang November 2022.

## Schulen
- St. Anne’s Community College

## Sonstiges
Die Folk-Rock-Band Fiddler’s Green veröffentlichte 2009 das Album Sports Day at Killaloe.

## Söhne und Töchter der Stadt
- Brian Boru (um 940–1024), Hochkönig von Irland
- John Joseph Rafferty (1912–1962), irisch-australischer römisch-katholischer Geistlicher, Weihbischof in Perth
- Keith Wood (* 1972), irischer Rugbyspieler